# Home (canção de One Direction)
"Home" é uma canção do grupo masculino One Direction, gravada para o EP Perfect e mais tarde incluída na versão japonesa do disco Made in the A.M. O seu lançamento ocorreu digitalmente em 22 de outubro de 2015.

## Desempenho nas tabelas musicais

### Posições
| Tabela (2015)                            | Melhor posição |
| ---------------------------------------- | -------------- |
| Austrália (ARIA)                         | 48             |
| Áustria (Ö3 Austria Top 75)              | 45             |
| Bélgica (Ultratop 50 de Flandres)        | 37             |
| Bélgica (Ultratop 50 da Valônia)         | 47             |
| Bulgária (IFPI)                          | 32             |
| Canadá (Billboard Digital Songs)         | 35             |
| Eslováquia (Singles Digitál Top 100)     | 91             |
| Estados Unidos (Billboard Hot 100)       | 74             |
| Estados Unidos (Billboard Digital Songs) | 16             |
| França (SNEP)                            | 75             |
| Reino Unido (UK Singles Chart)           | 96             |